# Rešica
Rešica (Hongaars: Reste) is een Slowaakse gemeente in de regio Košice, en maakt deel uit van het district Košice-okolie.
Rešica telt 344 inwoners.